# Werner Krogmann
Werner Herman Otto Krogmann (ur. 5 lutego 1901 w Hamburgu, zm. 19 listopada 1954 tamże) – niemiecki żeglarz sportowy, medalista olimpijski.
Podczas letnich igrzysk olimpijskich w Berlinie (1936) zdobył srebrny medal w żeglarskiej klasie O-Jolle. Po raz drugi na letnich igrzyskach olimpijskich wystąpił w Helsinkach (1952), zajmując 15. miejsce w klasie Finn.
W 1954 Werner Krogmann zdobył jedyny w karierze tytuł mistrza Niemiec oraz tytuł wicemistrza Europy. Był członkiem wysoko cenionej hamburskiej rodziny stoczniowców. Jego kuzynem był Carl Vincent Krogmann, burmistrz Hamburga w okresie nazistowskim.